# Władysław Woźniak
Władysław Antoni Woźniak (ur. 15 października 1933 w Sosnowcu) – polski działacz partyjny, oficer służb mundurowych i Ludowego Wojska Polskiego, w latach 1981–1982 prezydent Raciborza, w latach 1982–1990 I sekretarz Komitetu Miejskiego PZPR w Raciborzu.

## Życiorys
Syn Ignacego i Janiny. W 1954 został absolwentem dwuletniej szkoły oficerskiej w ramach Centrum Wyszkolenia Ministerstwa Bezpieczeństwa Publicznego. Od 1954 do 1956 służył w Powiatowym Urzędzie Bezpieczeństwa Wewnętrznego (Delegaturze ds. Bezpieczeństwa Publicznego) w Niemodlinie, dochodząc do stanowiska oficera operacyjnego w stopniu chorążego. Później służył w Ludowym Wojsku Polskim w stopniu porucznika.
Od 1954 członek Polskiej Zjednoczonej Partii Robotniczej, należał do plenum i egzekutywy Komitetu Miejskiego PZPR w Raciborzu. Do 1981 zajmował stanowisko wiceprezydenta Raciborza. W 1981 Miejska Rada Narodowa wybrała Józefa Bernatka na prezydenta Raciborza, jednak ta kandydatura została zablokowana przez władze wojewódzkie. Ostatecznie 28 grudnia 1981 na stanowisko prezydenta powołano Władysława Woźniaka. Zajmował je do września 1982, następnie w latach 1982–1990 był ostatnim I sekretarzem Komitetu Miejskiego PZPR w tym mieście.